# Nikita Baranov
Nikita Baranov, né le 19 août 1992 à Tallinn en Estonie, est un footballeur international estonien, qui évolue au poste de défenseur.

## Biographie

### Carrière de joueur
Nikita Baranov dispute quatre matchs en Ligue des champions, et deux matchs en Ligue Europa.

### Carrière internationale
Nikita Baranov compte trois sélections avec l'équipe d'Estonie depuis 2015. 
Il est convoqué pour la première fois par le sélectionneur national Magnus Pehrsson pour un match amical contre la Géorgie le 11 novembre 2015 (victoire 3-0).

## Palmarès
- Avec le Flora Tallinn
  - Champion d'Estonie en 2010, 2011 et 2015
  - Vainqueur de la Coupe d'Estonie en 2011, 2013 et 2016
  - Vainqueur de la Supercoupe d'Estonie en 2011, 2012 et 2014